# Leopold Ross
Leopold Ross (...) è un compositore e musicista inglese.
Ha composto musiche per film e serie televisive, tra cui: Codice Genesi, Death Note - Il quaderno della morte e Outcast.

## Filmografia parziale

### Cinema
- New York, I Love You, registi vari (2009)
- Codice Genesi (The Book of Eli), regia di Albert e Allen Hughes (2010)
- Broken City, regia di Allen Hughes (2013)
- Blackhat, regia di Michael Mann (2015)
- Codice 999 (Triple 9), regia di John Hillcoat (2016)
- Death Note - Il quaderno della morte (Death Note), regia di Adam Wingard (2017)
- A Million Little Pieces, regia di Sam Taylor-Johnson (2018)
- Dove la terra trema (Earthquake Bird), regia di Wash Westmoreland (2019)

### Televisione
- Outcast - serie TV, 20 episodi (2016-2017)
- Black Mirror - serie TV, 1 episodio (2017)
- I ribelli (The Defiant Ones) - documentario (2017)
- The Girl from Plainville - serie TV (2022)
- Shōgun – miniserie TV (2024)